# Château de Pregny
Le château de Pregny, également connu sous le nom de château Rothschild, est un château situé dans la commune de Pregny-Chambésy, dans le canton de Genève, en Suisse.

## Localisation

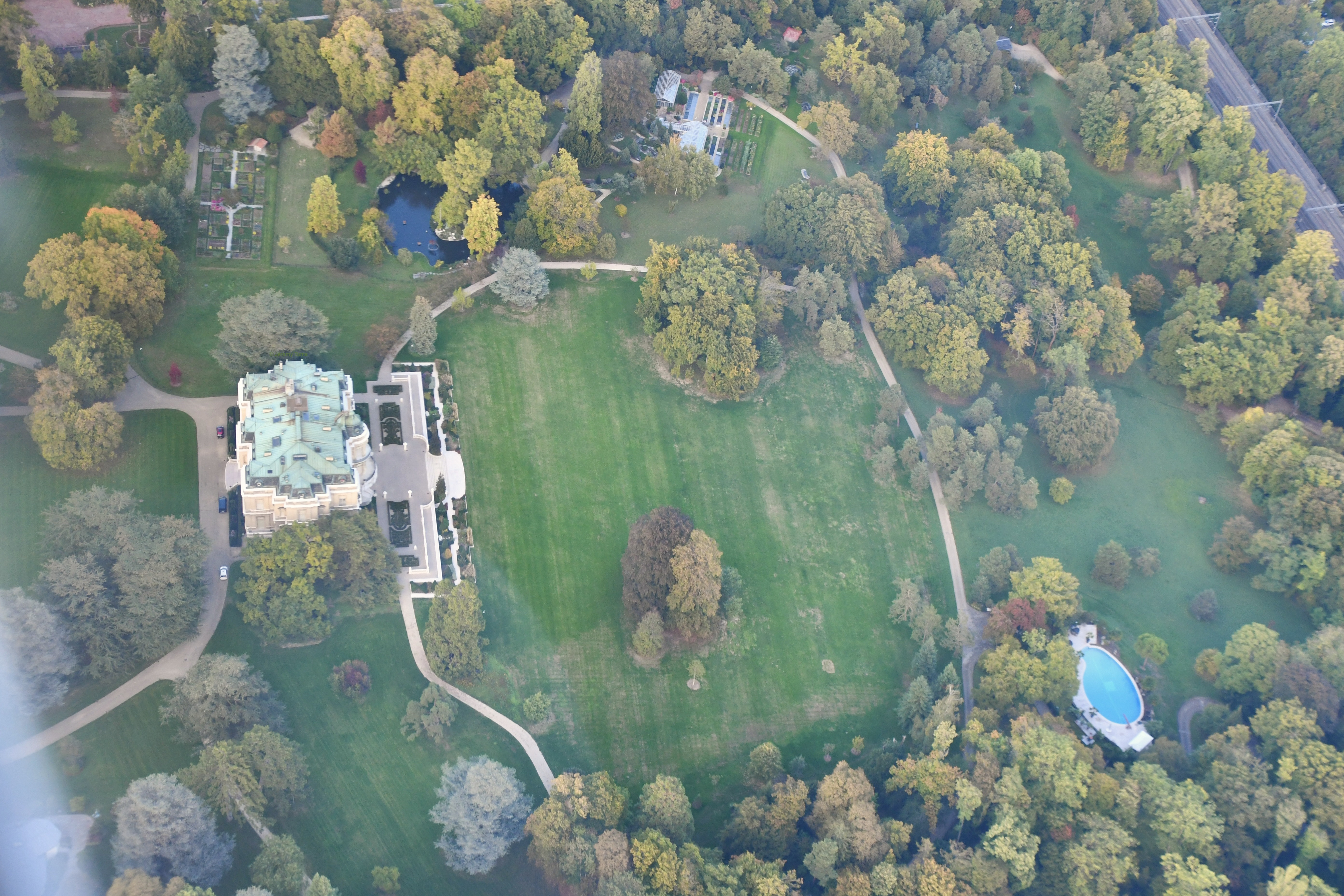
Le château et une partie de son domaine vu du ciel.

Le château se dresse plus précisément dans la localité de Pregny, au sein du sous-secteur de Pregny - village, au lieu-dit Pregny. On y accède par trois entrées : l’une face à la Place de Pregny, une autre en face de l’église Sainte-Pétronille et une dernière par le Chemin des Cornillons.

Le domaine s’étend sur une superficie totale de 17,76 ha.

## Histoire
La propriété a été acquise par le canton et la ville de Genève en 2024 dans le cadre d'un échange fiscal et est désormais gérée par la municipalité de Genève (Domaine public du canton de Genève).

### « Pavillon de Pregny »
Le 26 juillet 1821, Auguste Saladin-de Lubières acquiert auprès de Marc-François Vuaillet une partie du domaine appelé Le Clos du Parc, situé à Pregny. Cette propriété comprend une maison de maître, quatre corps de bâtiments ainsi que diverses dépendances. Dans le même élan, Saladin fait également l'achat, auprès de Joseph Collart, d'une maison d'habitation avec jardin, jusqu'alors enclavée dans le terrain de Vuaillet. L’ensemble de son domaine s’étend alors sur une superficie d’environ 12,153 ha.

Saladin fait démolir la maison de maître de Vuaillet afin d’y ériger, entre 1822 et 1825, sa propre résidence, qu’il nomme « Pavillon de Pregny ». Conçue par l’architecte Luigi Bagutti dans un style néo-grec classique, elle s’impose comme l’une des maisons de campagne les plus remarquables de la région.

« La construction fut commencée en 1822 et achevée en 1825. L'architecte qui en fit les plans et qui surveilla la construction fut Louis Bagutti de Milan. Cette maison est construite en style grec. Sur la face du côté du lac, se détache un péristyle à quatre colonnes d'ordre ionique, de neuf pieds de circonférence. Les autres faces ont des colonnes du même ordre à trois pied de saillie.
Les salons du rez-de-chaussé sont ornés de fort belles peintures à fresque sur mortier. Les peintres qui ont concouru à cette œuvre sont Louis Vacca, élève d'Appiani, qui a exécuté les sujets suivants : au plafond du grand salon, les Dieux de l'Olympe recevant Psyché et l'Amour [...]. Au plafond de la salle à manger, l'Aurore d'après le Guide; à celui du salon du midi, Ganymède, Silène, Faunes et Bacchantes. Berra a peint les reliefs; les plus remarquables sont ceux qui entourent le tableau central de l'Olympe; ils retracent toute l'histoire de Psyché. Velzi, peintre milanais, a fait aussi plusieurs fresques.
Les salons contiennent quelques bustes; le plus remarquable est celui de l'ancien syndic Saladin-de Budé, exécuté par Pradier. On y voit aussi un groupe allégorique en bronze, de l'an 1600, provenant d'un couvent en Allemagne. Les appartements sont décorés de tableaux de l'école genevoise : Guillibaud, Huber, de la Rive, Agasse, Tœpffer, Massot, Diday, etc. Le vestibule est orné de forts beaux vitraux de couleur peints par Müller de Berne; ils représentent des armories de famille. »

— Jean-Jacques Rigaud, syndic de Genève entre 1825 et 1841.
En 1855, le baron Adolph Carl von Rothschild, alors établi à Naples, acquiert le domaine pour en faire sa résidence d’été. Après la révolution de 1858 et la chute du Royaume des Deux-Siciles, il s’y installe définitivement avec son épouse et cousine, Julie de Rothschild. Passionnée par l’art des grands jardins, Julie de Rothschild entreprend dès 1858 d’importants travaux de terrassement sur le domaine du « Pavillon de Pregny » et démolit les dépendances existantes. La même année, le « Pavillon de Pregny » est démoli pour laisser place à la construction d’une nouvelle demeure. En attendant l’achèvement des travaux, le couple Rothschild s’installe temporairement dans un petit chalet au bord du Léman acheté le 15 octobre 1858.

### Château de Pregny
Le château, construit entre 1858 et 1860 selon les plans de George Henry Stokes et probablement de Joseph Paxton, occupe une emprise au sol de 1 126 m2. Il se distingue par une composition monumentale tripartite de style néo-Louis XVI, marquée par des avant-corps sur les deux façades, agrémentées de balcons à balustrade et d’un décor sculpté riche en feuillages et en vases. La façade principale, offrant une vue directe sur le Léman, présente un avant-corps central en saillie de forme circulaire baroque et un vaste jeu d’escaliers de part et d’autre de l’esplanade. Le château ne possède pas de toit, mais est coiffé d’une terrasse à l’italienne. Cette demeure est principalement conçue pour abriter la collection de peintures et d'objets d'art rassemblée par Adolph, notamment des pièces en cristal de roche, ayant appartenu au grand-duc de Bade, et en pierres semi-précieuses. L'aménagement intérieur est confié à Eugène Viollet-le-Duc. Le château abrite, parmi ses décorations, des meubles du XVIIIe siècle ainsi que des toiles de Francisco de Goya, Rembrandt et Jean-Honoré Fragonard.

« On pénètre dans un vestibule décoré de quatre grands panneaux d'Hubert Robert. Le palier de l'escalier monumental est encore orné de deux tapisseries de vieux Gobelins, dont l'une représente de château de Versailles, l'autre celui du Louvre; il y a aussi de grandes tapisseries et des tentures figurant des scènes champêtres ou allégoriques; [...]. De là on passe successivement dans un salon Louis XVI, un boudoir Régence, une salle à manger Louis XIV revêtu de marbres divers et, enfin, un fumoir Renaissance.
Le mobilier et las décoration sont à l'unisson; de très beaux tableau sont mis en valeur dans trois salons en enfilade ainsi que dans la salle à manger. [...] Le château compte une quarantaine de pièces. »

— Guillaume Fatio, Pregny, commune genevoise et coteau des altesses, p. 259.

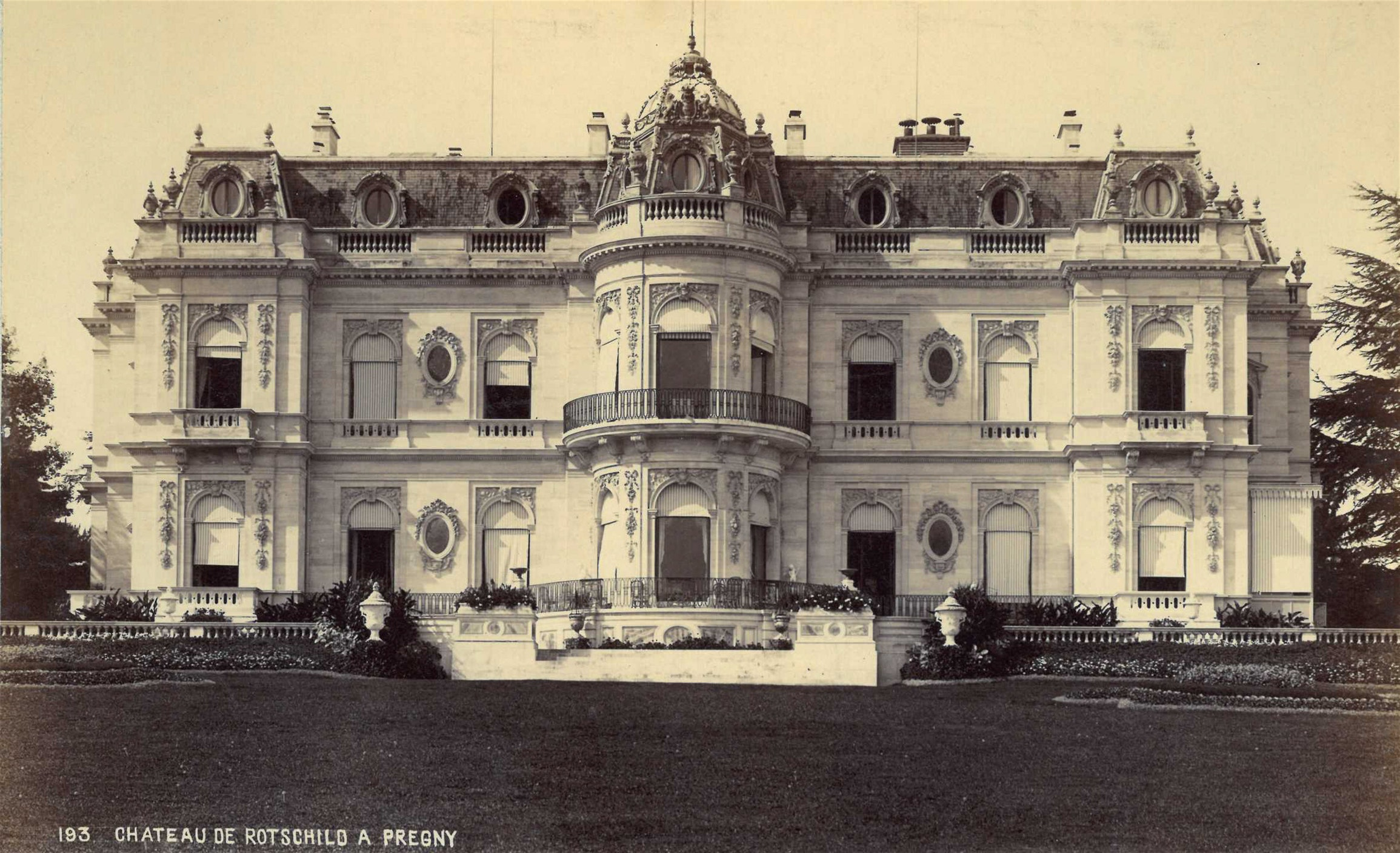
La façade sud regardant le lac.

En 1860, une volière de style paxtonien est érigée à l'ouest du domaine. De l'autre côté de la Route de Pregny, Julie de Rothschild fait bâtir plusieurs serres. Elle y aménage également des espaces destinés à la culture du raisin, des pêches, des figues, ainsi qu’à l’ornementation d’orchidées, de plantes tropicales et de palmiers.
En 1871, Adolph lègue le château de Pregny ainsi que son domaine à son épouse Julie de Rothschild, ne conservant pour lui-même que le terrain situé en bordure du lac, où la villa « Port Rouge » y a été érigée en 1865. Devenue propriétaire de l'ensemble du domaine, Julie de Rothschild lance de nombreux travaux. En 1872, elle charge l'architecte Francis Gindroz d'ajouter des combles mansardés avec des œils-de-bœuf, dans un style Napoléon III, sur le toit du château, afin de créer des chambres destinées au personnel. En 1879, elle fait édifier des écuries de style néo-Renaissance française, ornées des armes des Rothschild, conçues par l'architecte John Camoletti selon un plan à deux ailes retournées. L'année suivante, le même architecte est mandaté pour construire un manège, une structure circulaire élégante, dotée d'une armature métallique et d'une coupole plate reposant sur un socle en pierre de Meillerie.
Depuis sa création, le domaine ne comprend alors que la partie supérieure du coteau de Pregny. En dessous se trouvent des parcelles de vignes appartenant à une vingtaine de propriétaires. Julie de Rothschild acquiert l'ensemble de ce vignoble en 1880 dans le but d’y aménager un jardin pittoresque. Pendant trois années, des centaines d’ouvriers, travaillant jour et nuit en équipes, sculptent le terrain pour rompre la monotonie de l’ancien coteau descendant jusqu'à la ligne de chemin de fer. Pour unifier ce nouvel espace avec l’ancien parc du domaine, on abaisse en pente douce la pelouse devant le château. Afin de terminer les travaux de terrassement avant la fin de l’hiver et pouvoir procéder aux plantations dès le printemps suivant, le terrain est fréquemment creusé à la dynamite pour faire sauter les couches de molasse. Entre 1887 et 1892, plus de 1 500 arbres sont importés des pépinières et forêts du canton. Julie en profite pour réaménager le parc, y faisant construire des chalets, des grottes, des pavillons, ainsi que des sculptures réemployées. Un étang, un ruisseau, une cascade artificielle et même un véritable jardin zoologique viennent compléter l’aménagement. Un jardin pittoresque alpin y est imaginé par Jules Allemand.
En 1907, à la mort de Julie, le château est rétrocédé à son neveu issu de la branche française de la famille Maurice de Rothschild. Initialement, le domaine ne l'intéresse pas, et le château sert principalement à entreposer les collections d’œuvres d'art et autres objets précieux de la famille. Cependant, en 1940, à la suite du décret du 6 septembre, Maurice de Rothschild se voit déchu de sa nationalité française par le régime de Vichy. La famille est alors contrainte de s'exiler au château de Pregny, abandonnant le château de Boulogne-Billancourt, qui a été saccagé pendant l'occupation allemande.

Le château photographié le 16 mai 1925 par Walter Mittelholzer.

En 1957, à la suite du décès de Maurice de Rothschild, celui-ci lègue son domaine à l'État de Genève tout en conservant un droit d'usufruit pour la famille Rothschild. Le château est ensuite occupé par son fils, Edmond de Rothschild, et son épouse, Nadine. De 2017 à 2021, le château est habité par Benjamin de Rothschild et son épouse Ariane, puis, après son décès, uniquement par cette dernière.

### Liste des propriétaires successifs

#### Propriétaires
- ? - 26 juillet 1821 : Marc-François Vuaillet et Joseph Collart (1810-1894)[5] ;
- 26 juillet 1821 - 1855 : Auguste Saladin-de Lubières (1785-1857)[5] ;
- 1855 - 1871 : Adolph Carl von Rothschild (1823-1900) & Julie de Rothschild (1830-1907)[5] ;
- 1871 - 18 novembre 1907 : Julie de Rothschild (1830-1907)[5] ;
- 18 novembre 1907 - 4 septembre 1957 : Maurice de Rothschild (1881-1957)[5].
- Depuis le 4 septembre 1957 : République et canton de Genève.

#### Bénéficiaires de l'usufruit de1957
Le 4 septembre 1957, Maurice de Rothschild lègue par testament le domaine et le château à la République et Canton de Genève, tout en conservant un usufruit pour la famille Rothschild.
- 4 septembre 1957 - 26 juin 1963 : Edmond de Rothschild (1926-1997)[5] ;
- 26 juin 1963 - 2 novembre 1997 : Edmond de Rothschild (1926-1997) & Nadine de Rothschild (1932- ) ;
- 2 novembre 1997 - 2017 : Nadine de Rothschild et Benjamin de Rothschild (1963-2021) ;
- 2017 - 15 janvier 2021 : Benjamin de Rothschild (1963-2021) et Ariane de Rothschild (1965- ) ;
- Depuis le 15 janvier 2021 : Ariane de Rothschild, Noémie de Rothschild, Alice de Rothschild, Eve de Rothschild et Olivia de Rothschild.

## Domaine
Aménagé dans sa totalité entre 1880 et 1892, le domaine est l'un des plus remarquables du canton. Dans son ouvrage Pregny, commune genevoise et coteau des altesses, Guillaume Fatio en fait une description du domaine tel qu'il se présente vers 1865 :

« En pénétrant par la grande grille de fer forgé qui donne sur la route, on trouvait la loge du concierge en forme de pavillon Louis XVI. Il semblait que l'on fut dans un parc de conte de fées. De cette entrée, la vue du lac était masquée par des arbres mais, à un détour, apparaissait soudain la haute silhouette du Mont-Blanc, qui profilait ses neiges éternelles sur l'azur du ciel.
L'attention était attirée par les pelouses de gazon impeccable. Les bordures, les plates-bandes et les corbeilles étaient admirables, aucune fleur n'était autorisée à se faner ou à mourir. Une armée de jardinier les surveillaient et les épiaient pour leur appliquer les soins nécessaires. Les allées étaient recouvertes d'un sable fin et continuellement balayées; elles étaient douces sous les pas. Il y avait aussi, encadré d'arbres superbes, un jardin à la française, décoré de vases et de statues en marbre.
On côtoyait un étang qui, primitivement, n'était autre qu'une carpière que l'on voit figurer sur une gravure représentant l'ancienne maisons Saladin. Cette carpière devint le domaine des canards exotiques, de cygnes à col noir et d'un pélican [...].
Un aquarium avait été installé, ainsi qu'une faisanderie; des volières étaient peuplées d'oiseaux rares, de perroquets, d'ibis, de pintades vulturines, etc. entourés de la flore des forêts de leurs pays d'origine. On créa même le long du Chemin des Chèvres, un véritable jardin zoologique avec des lièvres de Patagonie, des porcs-épics, de petit kangourous. Il y avait aussi des enclos pour les daims et les antilopes naines que la baronne aimait é nourrir assise au milieu de ces gracieuses bêtes. Quant au baron de Rothschild, il avait installé un tir aux pigeons à Chambésy. »

— Guillaume Fatio, Pregny, commune genevoise et coteau des altesses, pp. 259-260.

### Écuries
L'un des bâtiments les plus imposants du domaine est constitué des écuries, situées le long de la Route de Pregny et séparées de celle-ci par un mur. Conçues en 1879 par John Camoletti, elles sont de style néo-Renaissance française et arborent les armes de la famille Rothschild. Le bâtiment présente un plan à deux ailes retournées, utilisant des matériaux polychromes tels que la pierre de Meillerie, les briques, la roche blanche et l'ardoise. L'ensemble est couronné par un clocheton.

Initialement utilisé comme écurie pour les chevaux, le bâtiment abrite ensuite les voitures de collection de Benjamin de Rothschild, jusqu'à ce qu'il fasse construire un garage souterrain de 3 598 m2 sur un terrain voisin.

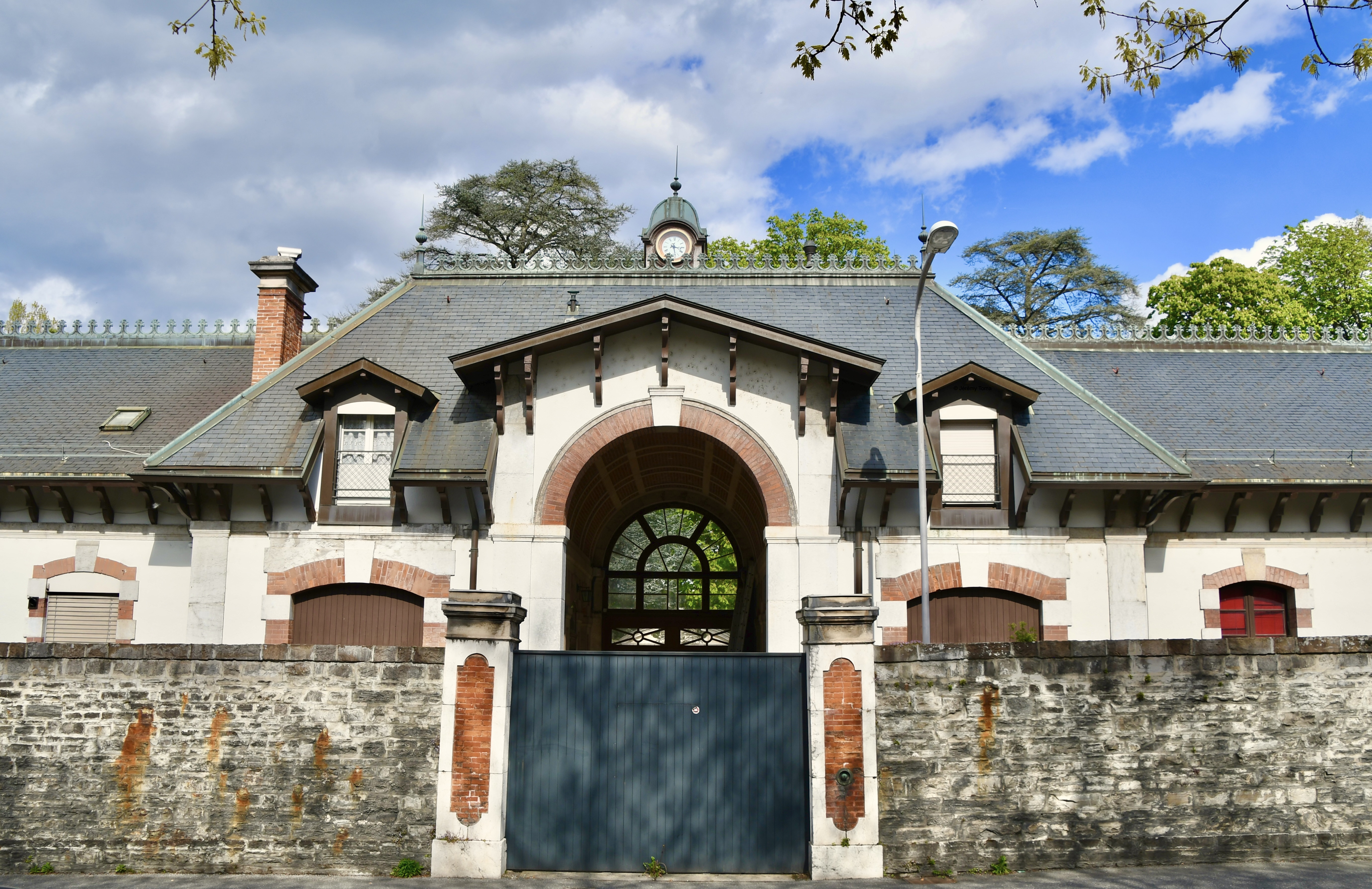
Entrée des écuries.
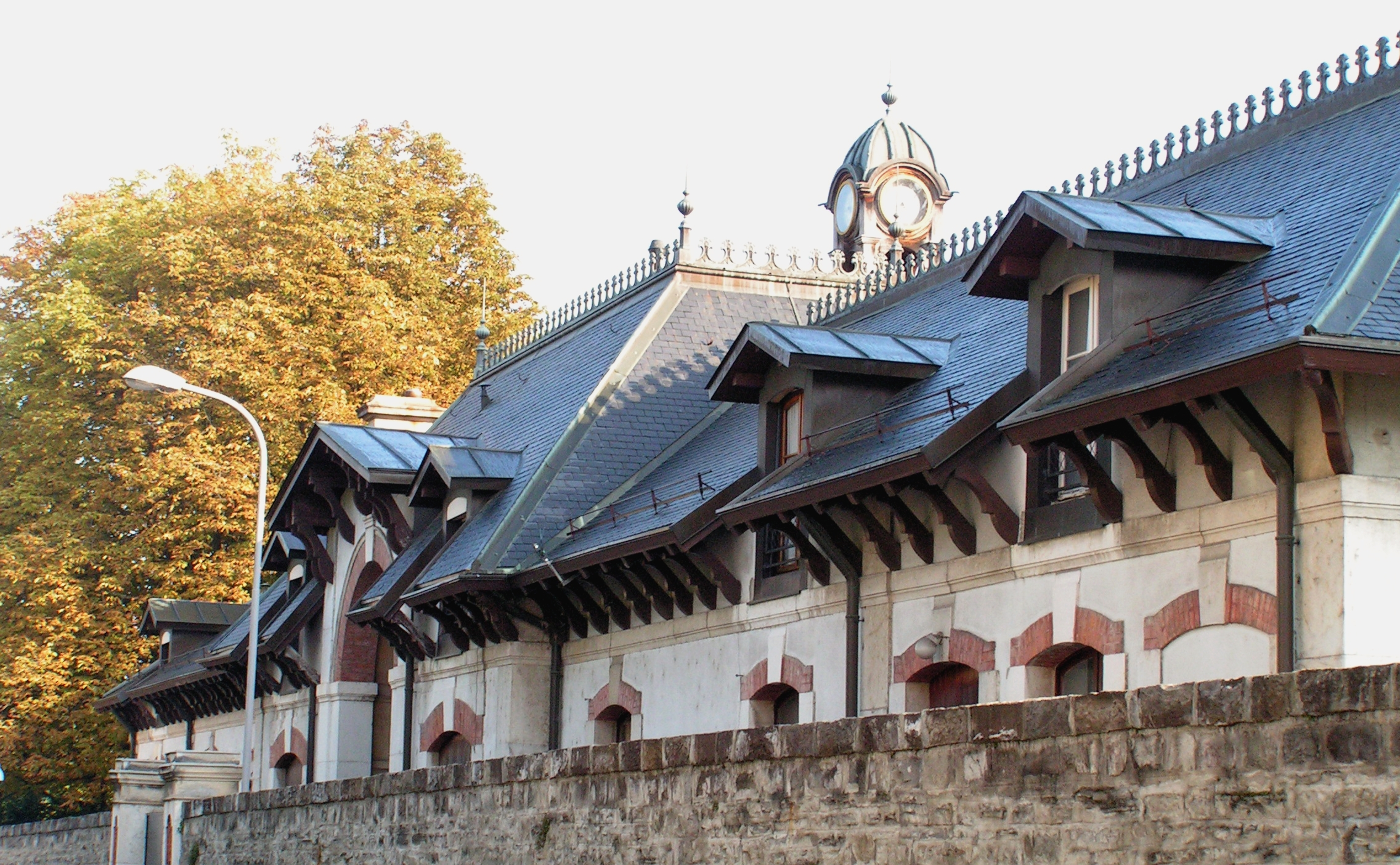
Vue des écuries.
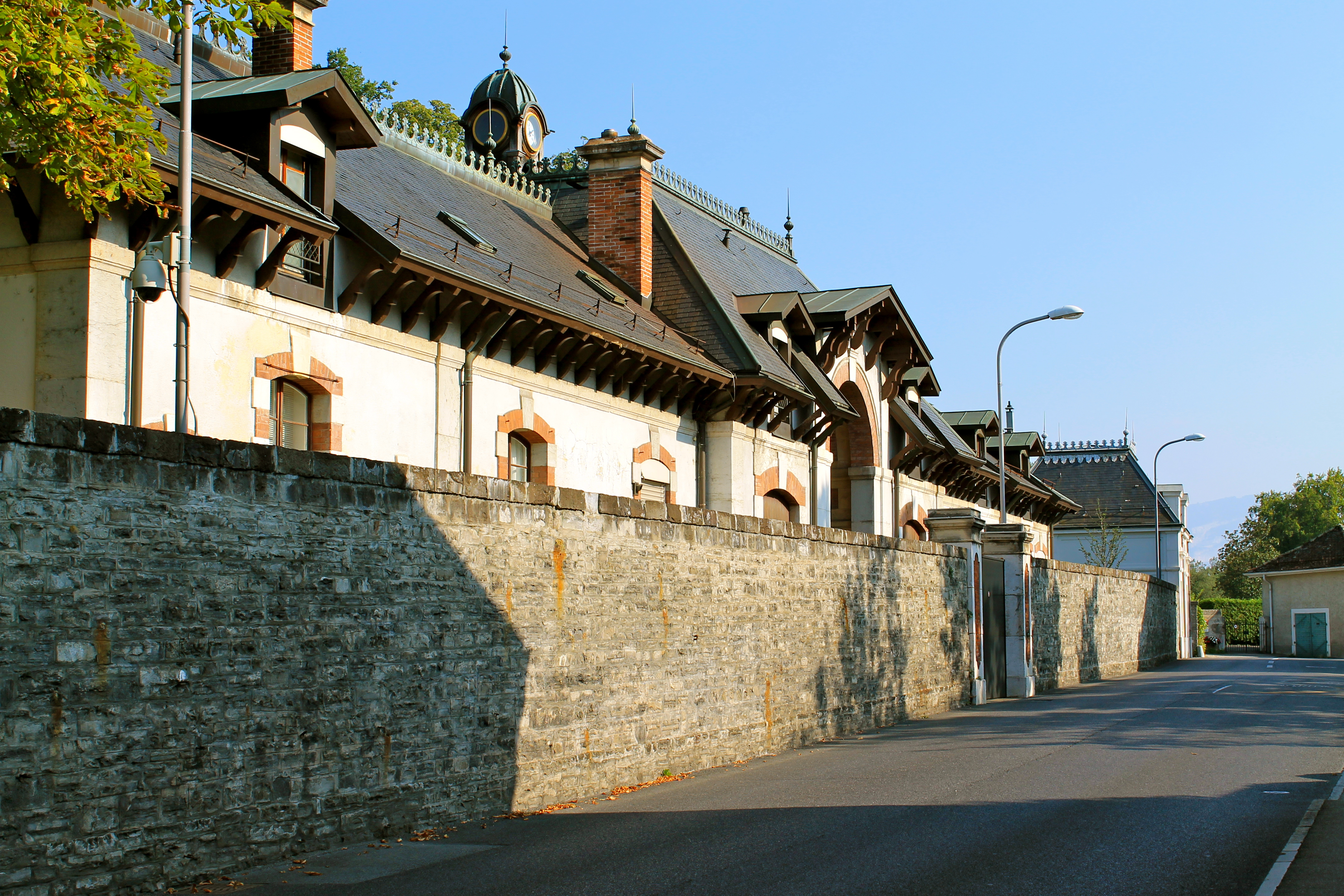
Vue des écuries.
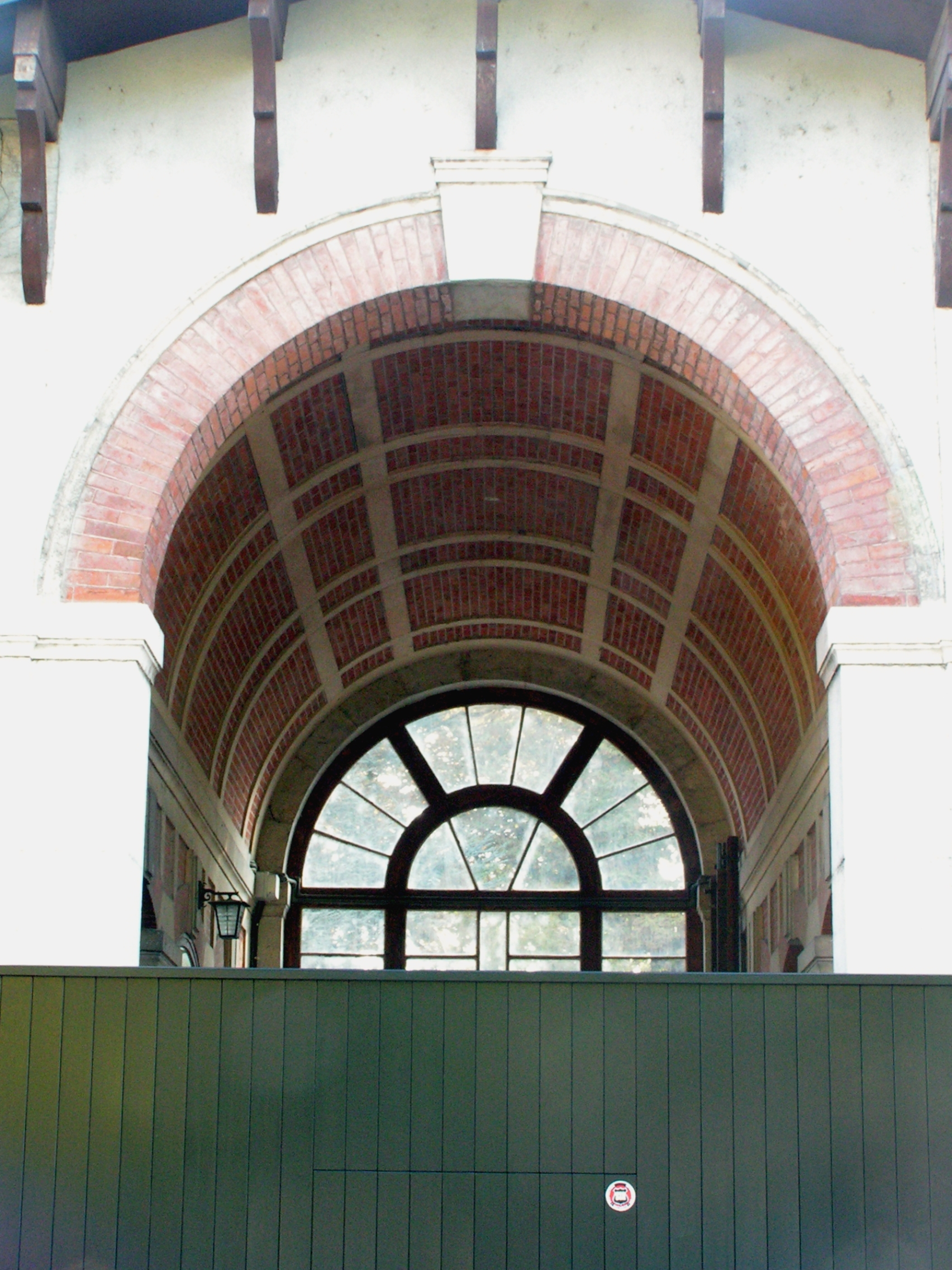
Détail de l'entrée.

### Volière
La volière paxtonienne, datant de 1860, se trouve à l’ouest du domaine, longeant la Route de Pregny. Elle est considérée comme un chef-d’œuvre de l’architecture en verre et en métal.

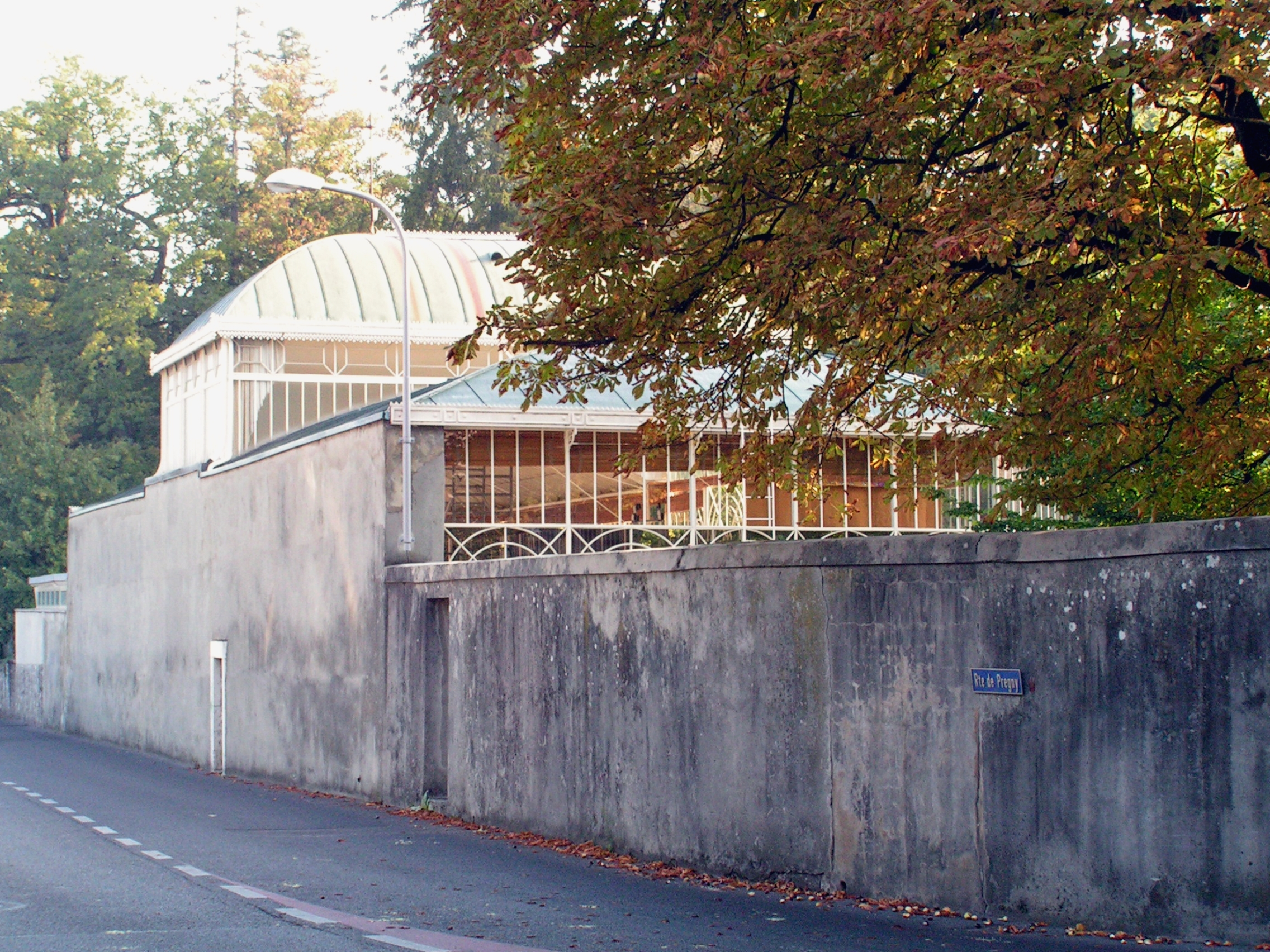
La volière paxtonienne vue depuis la Route de Pregny.
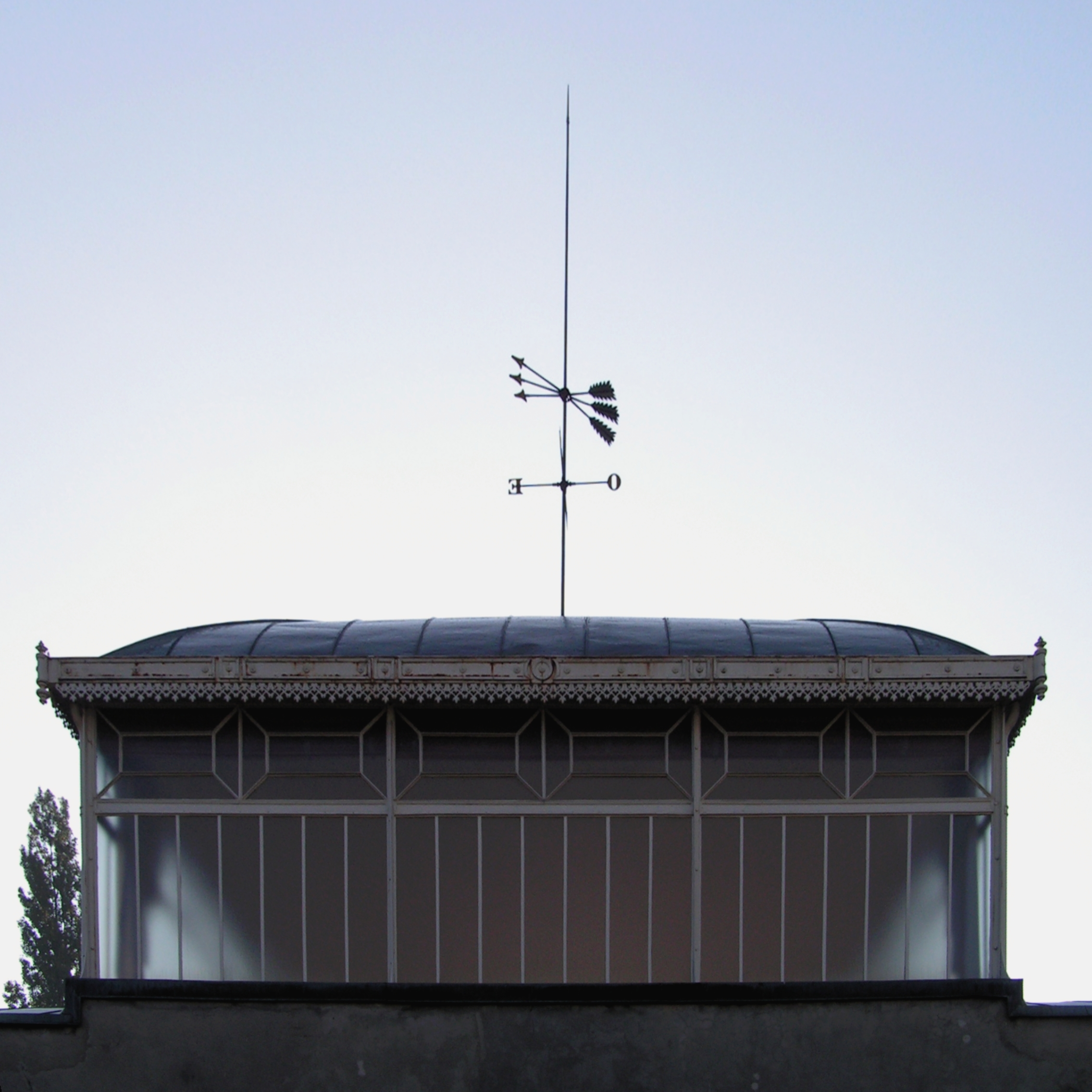
Détail de la tour.

### Manège
Le manège, construit en 1880 également par John Camoletti, adopte une forme circulaire avec une structure métallique et une coupole plate reposant sur un socle en pierre de Meillerie. Il est actuellement utilisé comme salle de conférences et de réceptions.

### Loges
Les loges des gardiens sont au nombre de deux. Celle située à l'entrée sud, de style néo-Louis XVI, date de 1860. Elle est placée entre les écuries et le portail d'entrée en ferronnerie. La loge nord, située à l'entrée ouest, présente un style différent et date des années 1880.

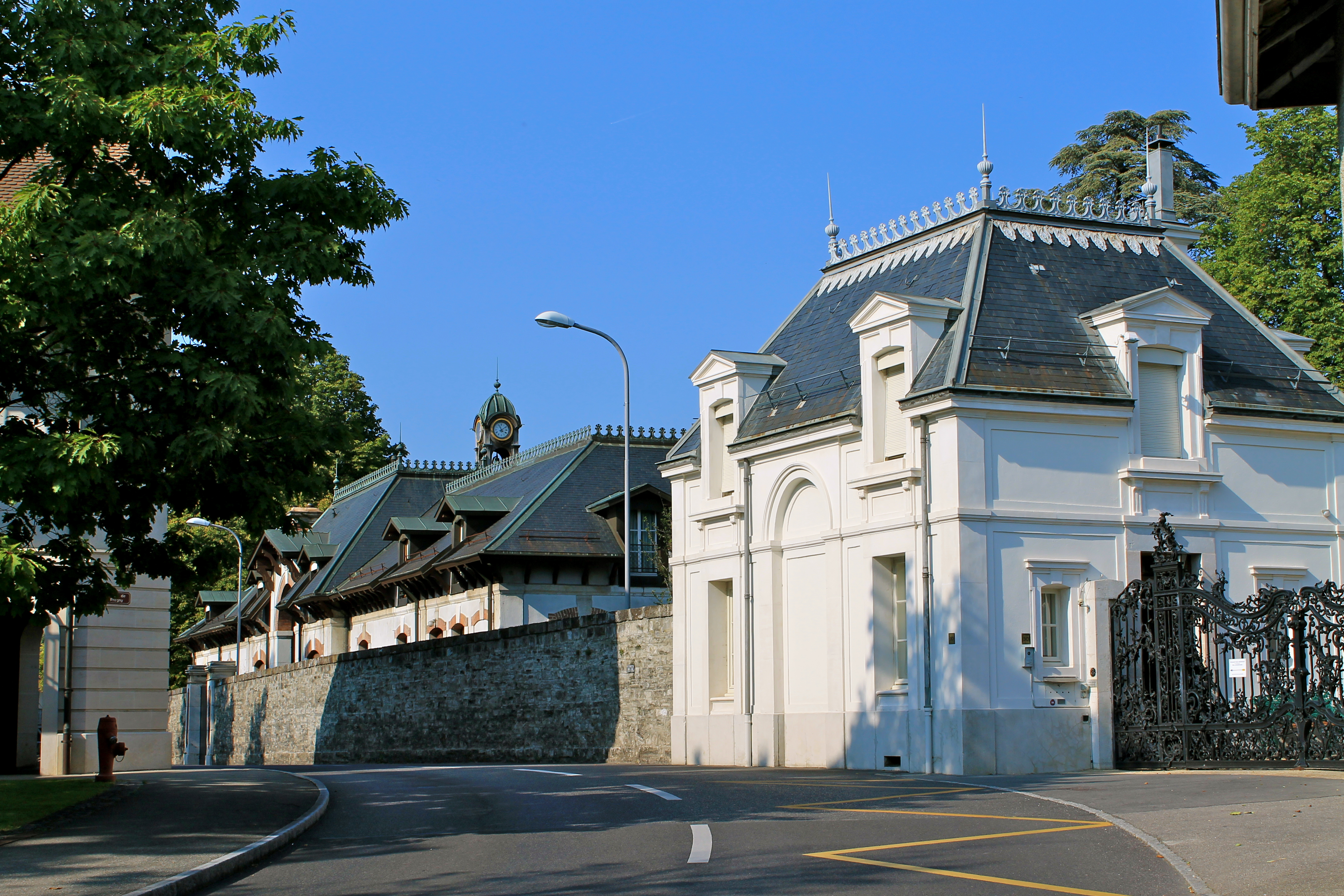
La loge sud et les écuries.
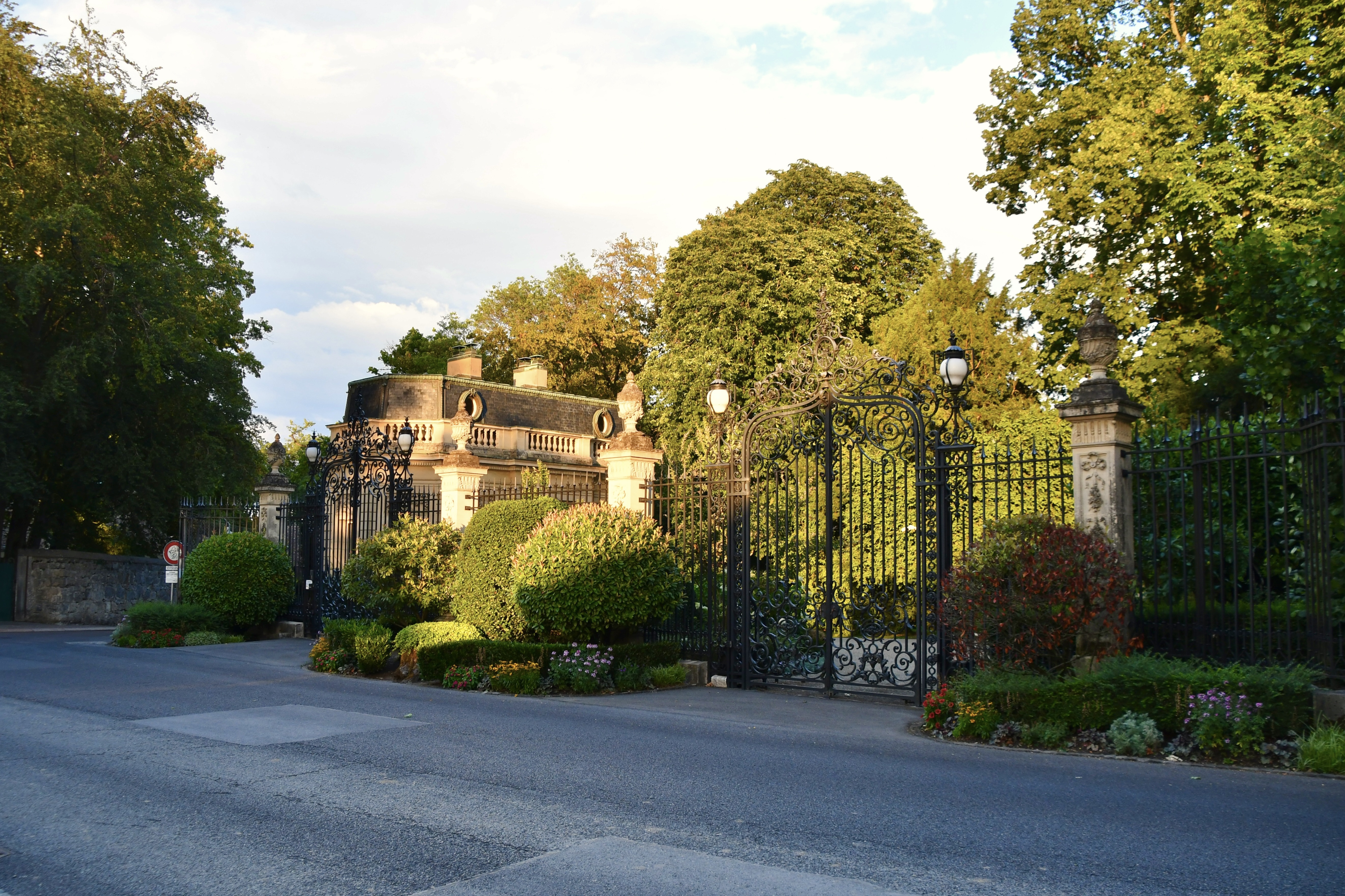
La loge nord et le portail principal.
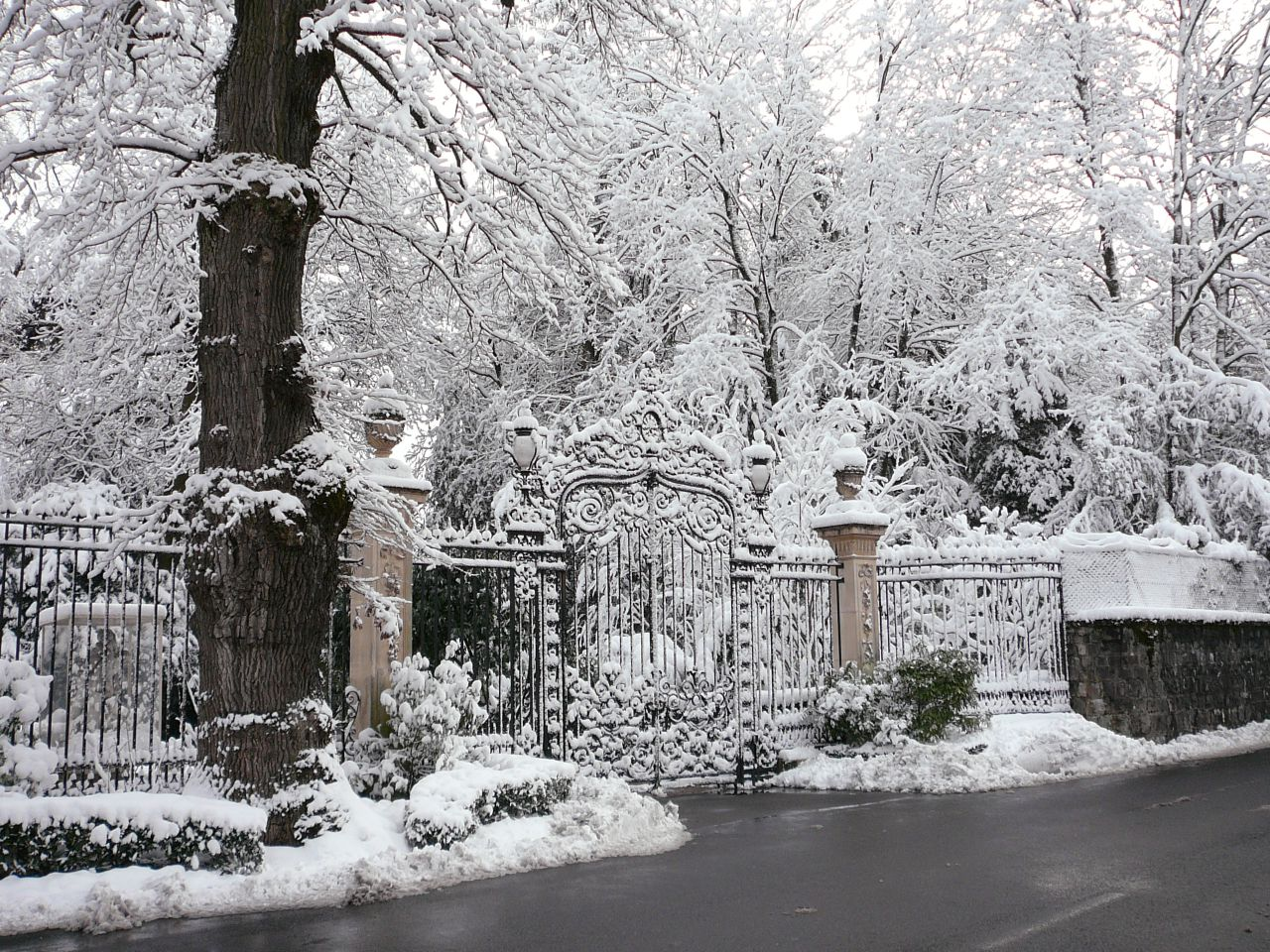
Le portail principal en hiver.

### Serres

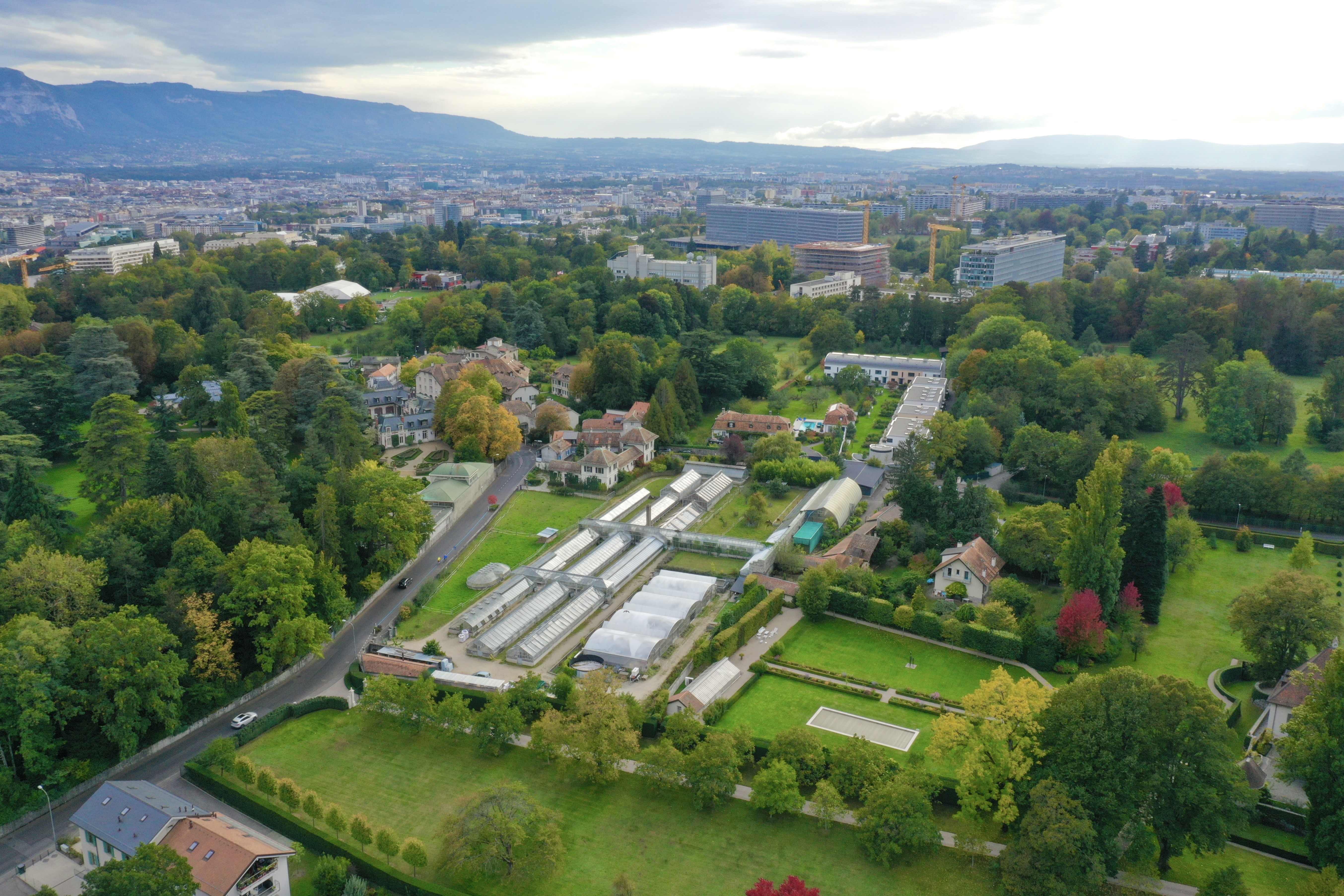
Les serres vues du ciel.

Séparées du domaine par la Route de Pregny, les serres du château s'étendent sur 10 523 m2. La plus ancienne, datant des années 1860, prend la forme d’un long couloir, adouci par les arcs des supports. Elle est équipée d’un sol chauffé et dallé de panneaux de fonte ajourés, ornés de rosaces d’inspiration orientale.
L'ensemble du complexe est formé à partir des années 1880. L’exécution peut être en partie attribuée à l’architecte anglais, spécialisé dans la construction de serres, Robert Halliday. Outre sa vocation agricole, ce complexe est aussi conçu comme un lieu d’agrément, où la famille et ses invités de marque aiment venir se promener. Les serres se composent de panneaux en verre insérés dans une structure en métal ou en bois et dont l’aménagement varie en fonction des spécificités des plantes qui y sont cultivées.
De nos jours, ces serres appartiennent à la République et canton de Genève et sont utilisées par les Conservatoire et Jardin botaniques de la ville de Genève.

### Autres
Le domaine comprend également plusieurs maisons de logement et d'entretien, une piscine avec pavillon, des petites serres, un potager et un étang.
Au nord du domaine se trouvent les tombes familiales.

## Protections
Le château et ses dépendances sont classés comme « bien culturel d'importance nationale » par l'Office fédéral de la protection de la population.
Les serres sont également classées comme « bien culturel d'importance nationale » ainsi que « bien culturel d'importance régionale » par l'Office fédéral de la protection de la population.
Depuis le 16 octobre 1987, le château et tous les bâtiments du parc sont inscrits à l’inventaire des objets protégés par le Département des Travaux Publics du canton de Genève.
Depuis le 4 octobre 2005, le domaine est inscrit à l'inventaire de la section nationale suisse du Conseil international des monuments et des sites (ICOMOS), répertoriant les parcs et jardins historiques de Suisse.
Depuis le 22 août 2002, les serres sont inscrites à l'inventaire de la section nationale suisse du Conseil international des monuments et des sites (ICOMOS), répertoriant les parcs et jardins historiques de Suisse.

## Anecdotes

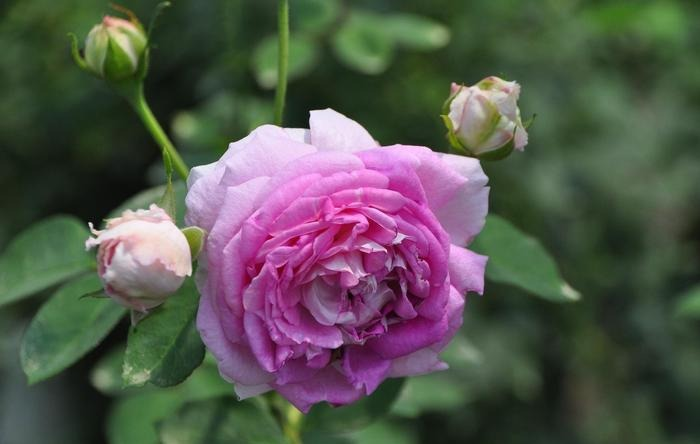
La rose Pavillon de Pregny de Jean-Baptiste Guillot (père).

- En 1863, à la demande d’Adolph Carl von Rothschild, le pépiniériste et créateur de roses français Jean-Baptiste Guillot (père) crée un hybride de rosier Bourbon, qu’il baptise Pavillon de Pregny en hommage à l’ancienne maison de maître autrefois située à l’emplacement de l’actuel château.
- En 1869, Adolph Carl von Rothschild introduit des vignes anglaises dans ses serres à raisin. Cependant, celles-ci sont infectées par le phylloxéra[16]. Entre 1871 et 1874, l’insecte se propage dans les communes de Pregny, Grand-Saconnex, Petit-Saconnex et Genthod. Face à cette menace, les autorités procèdent à l’expropriation temporaire des vignobles de ces quatre communes et ordonnent leur destruction. Malgré ces mesures, l’infestation s’étend à l’ensemble de la rive droite du canton. En 1893, les viticulteurs genevois, voyant leurs vignes disparaître à un rythme alarmant, adressent plusieurs pétitions au Département fédéral de l’agriculture. Ils demandent l’abandon des mesures de lutte et l’autorisation de planter des vignes américaines, plus résistantes au phylloxéra. Le Conseil fédéral accepte leur requête et divise le canton en deux zones : dans l’une, la lutte contre l’insecte doit se poursuivre ; dans l’autre, la plantation de vignes américaines est permise.  Le 21 janvier 1898, le Conseil fédéral met définitivement fin à la lutte contre le phylloxéra et autorise la plantation de vignes américaines dans tout le canton. L’examen des souches se poursuit encore quelques années dans les communes de Meyrin, Vernier, Grand-Saconnex, Petit-Saconnex et Pregny. Au total, Pregny recense 100 hectares de vignes infectées, dont 2 hectares irrémédiablement perdus. La technique de remplacement des vignes européennes par des vignes américaines s’avère si efficace qu’elle inspire l’ensemble de l’Europe, contribuant ainsi à la sauvegarde du vignoble du continent[17],[18].
- Le 9 septembre 1898, l’impératrice Élisabeth d’Autriche, familièrement appelée Sissi par sa famille, se rend à Pregny pour déjeuner chez la baronne Julie de Rothschild. Lorsque cette dernière lui propose de mettre son bateau à sa disposition pour son retour à Territet le lendemain, l’impératrice décline l’offre. Voyageant incognito sous un pseudonyme, elle préfère embarquer à bord d’un vapeur de la compagnie de navigation. Ce choix lui est fatal. Le lendemain, alors qu’elle quitte l’hôtel Beau-Rivage à Genève pour rejoindre le bateau, elle est attaquée sur le quai par l’anarchiste Luigi Lucheni, qui la poignarde en plein cœur. L’impératrice parvient à monter à bord du Genève, mais s’effondre peu après et succombe à ses blessures[19].
- Le château apparaît dans la bande dessinée Bellevue, à la croisée des temps, publiée en 2024 à l’occasion du centenaire des armoiries communales de Bellevue.

## Terrain des Rothschild au bord du Léman
Le 15 octobre 1858, Adolph Carl von Rothschild acquiert une bande étroite de terrain, située entre la Route de Lausanne et le Léman, appartenant à Madame Huber-Saladin, où un petit chalet est déjà édifié. Il y fait alors construire un port destiné à accueillir son yacht, Le Farfadet. Pendant la construction de son nouveau château de Pregny entre 1858 et 1860, le couple Rothschild y réside.
En 1865, Adolph fait démolir le chalet et y fait construire, par les architectes Francis Gindroz ou John Camoletti, une petite villa nommée « Port Rouge ». Ce pavillon de bain comprend également des espaces pour accueillir les chevaux et les voitures, facilitant les déplacements entre le sommet de la colline et le bord du lac. Entre 1860 et 1880, il améliore également l'aménagement du port,. En 1875, Julie fait construire, dans la commune voisine de Bellevue, un abri pour son bateau La Gitana, abandonnant ainsi le port de Chambésy, jugé trop exposé à la bise et insuffisamment profond,.
Après avoir légué le château de Pregny à sa femme Julie en 1871, Adolphe conserve la villa « Port Rouge », qu'il lègue à la Fondation Rothschild à sa mort en 1900. En 1929, le terrain est ensuite vendu à Maurice Duval, qui détruit les constructions annexes et divise la parcelle en trois terrains distincts : La parcelle sud est acquise par Arnold Amstutz (1864-1932), qui fait construire en 1913 la villa « Terrasse-Midi » par les architectes Revilliod et Turrettini. La parcelle centrale est achetée par Mary Bonnet, qui y fait ériger un chalet nommé « Les Dauphins ». Quant à la parcelle nord, elle est conservée par Maurice Duval, qui y garde la villa « Port Rouge ». Par la suite, en 1929, Arnold Amstutz acquiert la parcelle nord, comprenant la villa « Port Rouge », de Maurice Duval. En amont, le déplacement de la Route de Lausanne vers l'ouest en 1937 entraîne la perte des grilles de clôture, mais permet l'agrandissement des trois parcelles.
En 1946, Jean Amstutz, fils d'Arnold, rachète les deux propriétés à sa mère Jeanne (1868-1960) et acquiert la parcelle centrale, comprenant le chalet « Les Dauphins », des nièces Bonnet, héritières du bien. La famille Amstutz devient ainsi propriétaire de l'ensemble des parcelles. Dans les années 1950, il fusionne la parcelle centrale avec celle du nord pour n'en former qu'une seule et fait construire, par l'architecte Marc Gignoux entre 1966 et 1970, une maison de maître pastiche de style Louis XIII, presque accolée à la villa « Port Rouge » existante. En 1977, il fait détruire le chalet « Les Dauphins ».

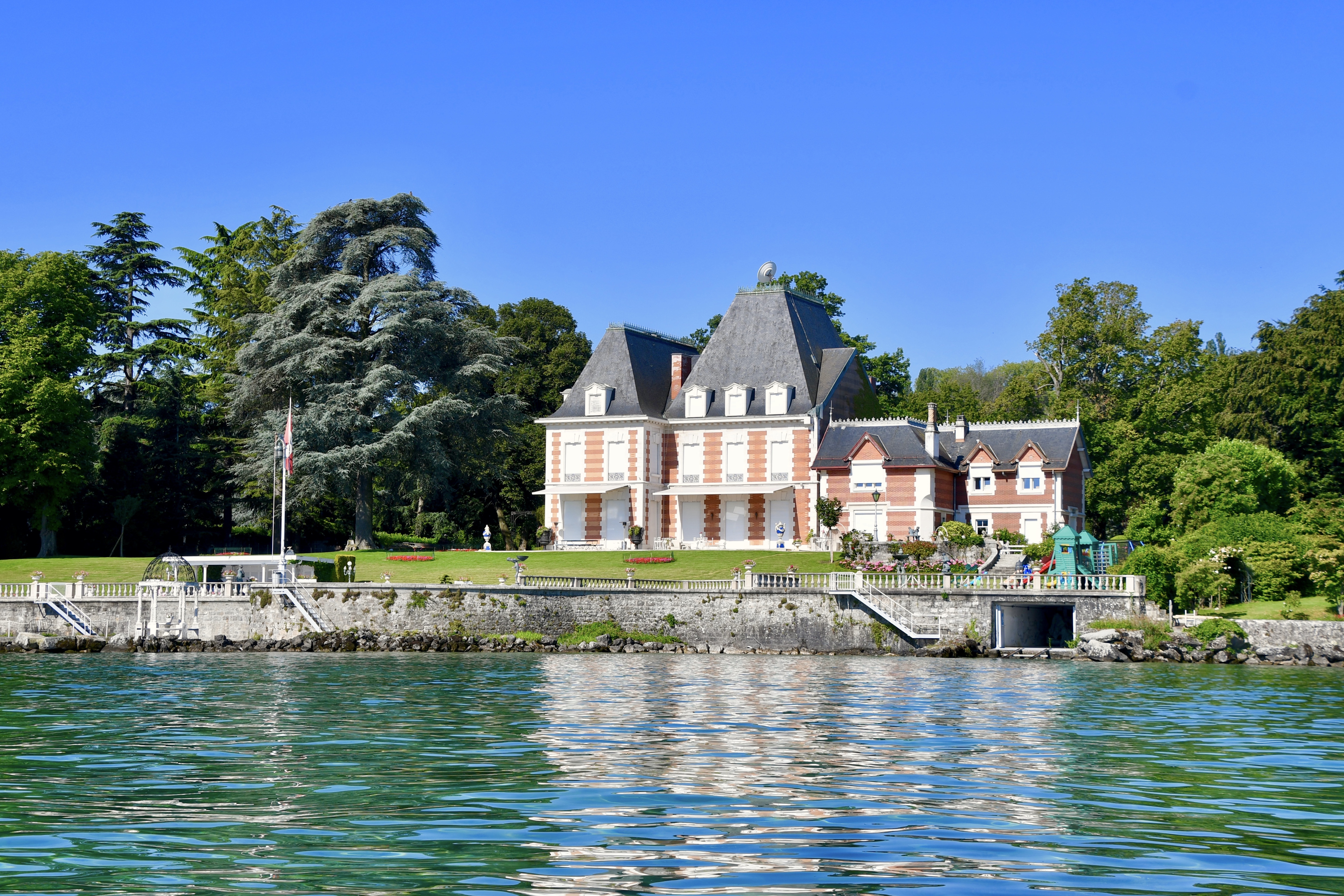
La maison de maître « Port Rothschild » (bâtiment de gauche) est attenante à la villa « Port Rouge » (petit bâtiment de droite).
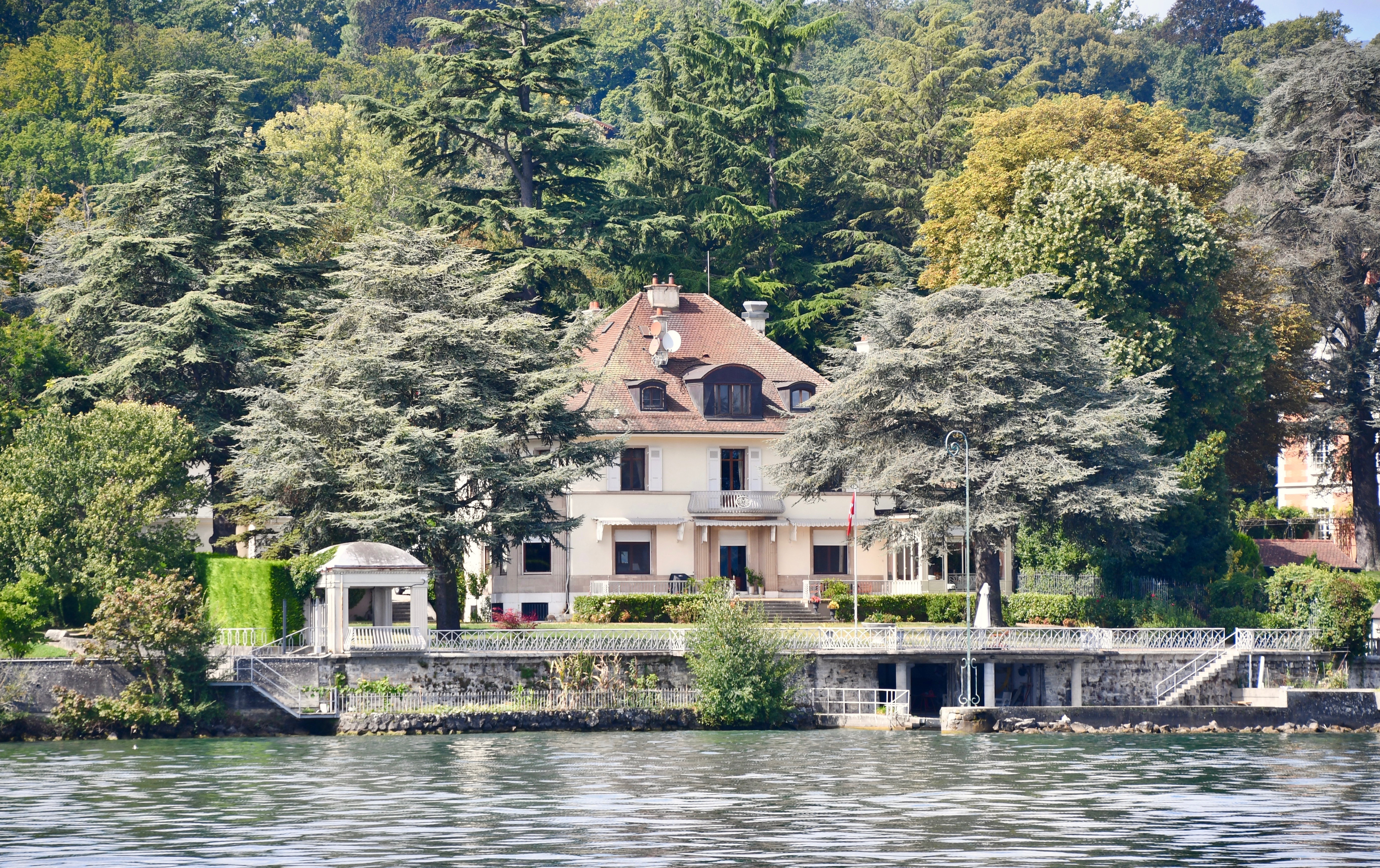
La villa « Terrasse-Midi ».